# Jacco Eltingh

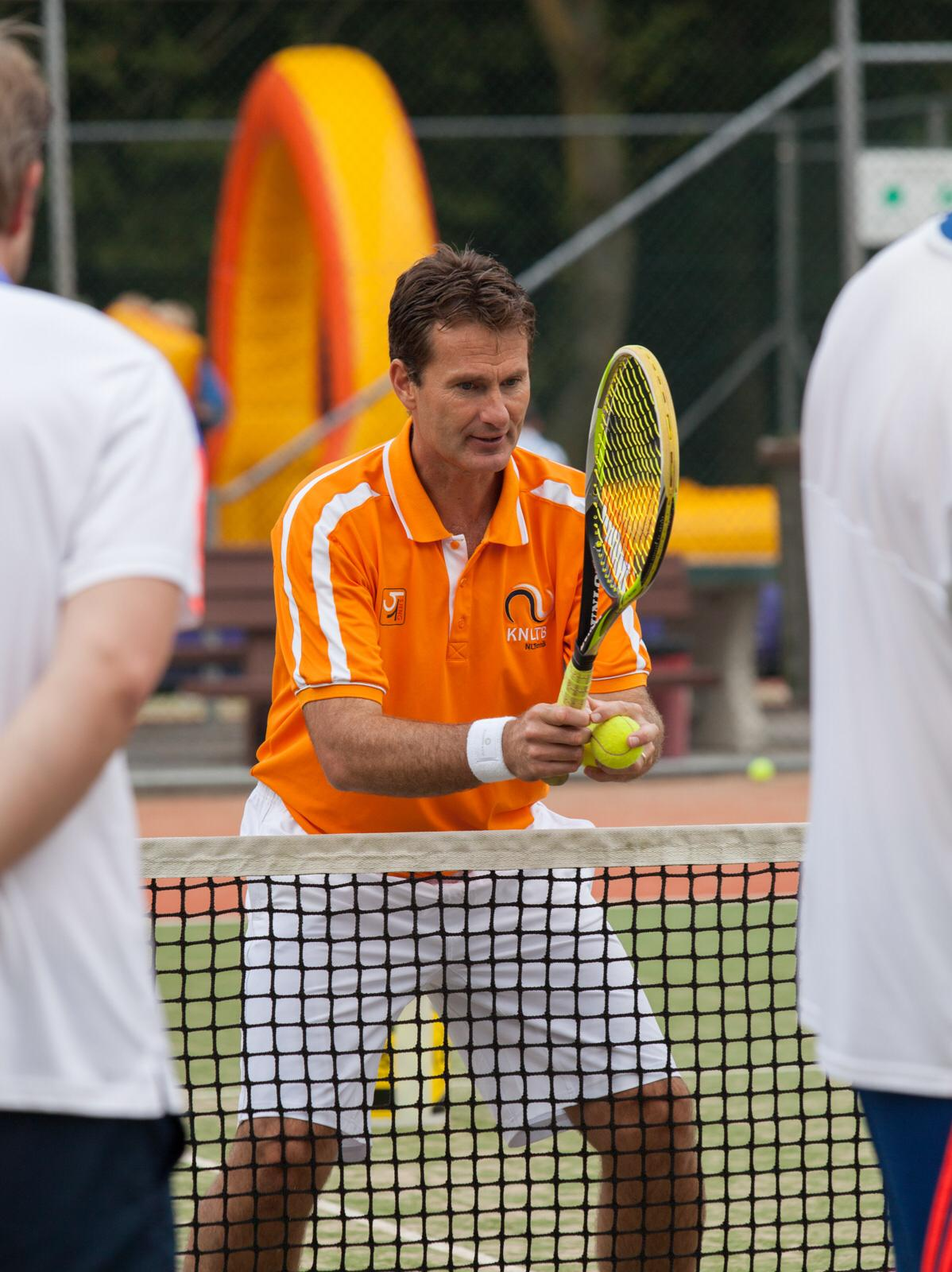
File:Jacco eltingh-1567109346.jpeg

Jacco Folkert Eltingh (född 29 augusti 1970 i Heerde) är en högerhänt professionell tennisspelare från Nederländerna som nådde störst framgångar i dubbel.

## Tenniskarriären
Jacco Eltingh blev professionell spelare på ATP-touren 1988. Som singelspelare var han måttligt framgångsrik med fyra vunna titlar. Han rankades som bäst på 19:e plats (februari 1995). Han var mer framgångsrik som dubbelspelare där han vann 44 titlar, varav sex i Grand Slam-turneringar och två i ATP Tour World Championships. I januari 1995 rankades han som världsetta i dubbel. Eltingh vann totalt 4 926 864 US dollar i prispengar. 
Eltingh vann fem av sina sex Grand Slam-titlar i dubbel tillsammans med landsmannen Paul Haarhuis. Perioden 1994-98 vann de titeln i alla fyra GS-turneringar minst en gång. Paret har därmed tagit en "karriär Grand Slam" i dubbel. År 1998 vann Eltingh dubbeltiteln i Australiska öppna tillsammans med svenske spelaren Jonas Björkman. I finalen besegrade de de flerfaldiga GS-vinnarna i dubbel Todd Woodbridge/Mark Woodforde med siffrorna 6-2, 5-7, 2-6, 6-4, 6-3. Senare på sommaren samma säsong vann Eltingh och Haarhuis dubbeltiteln i Wimbledonmästerskapen genom att åter finalbesegra Woodbridge/ Woodforde (2-6, 6-4, 7-6, 5-7, 10-8). 
Jacco Eltingh deltog i det nederländska Davis Cup-laget 1992-98. Han spelade totalt 16 matcher av vilka han vann 10. Åtta av segrarna var i dubbel tillsammans med Haarhuis.

## Grand Slam-titlar
- Australiska öppna
  - Dubbel - 1994, 1998
- Franska öppna
  - Dubbel - 1995, 1998
- Wimbledonmästerskapen
  - Dubbel - 1998
- US Open
  - Dubbel - 1994

## ATP Tour World Championships
- - Dubbel - 1993, 1998

## Övriga dubbeltitlar
- 1991 - Guaruja, Aten, Palermo, Birmingham
- 1992 - Schenectady
- 1993 - San Francisco, Hilversum, Kuala Lumpur-1, Kuala Lumpur-2, Moskva, Rom
- 1994 - Miami, Kuala Lumpur, Moskva, Paris, Philadelphia, Sydney inomhus
- 1995 - Essen, Halle, Monte Carlo, Stockholm, Tokyo Inomhus
- 1996 - Paris, Toulouse
- 1997 - Boston, Doha, Paris, Rosmalen, Rotterdam, Toulouse
- 1998 - Amsterdam, Barcelona, Boston, Monte Carlo, Philadelphia, Rotterdam

## Singeltitlar
- 1992 - Manchester
- 1993 - Atlanta
- 1994 - Kuala Lumpur, Schenectady